# Cụm tháp Ubora
Tháp Ubora là một phức hợp của hai tòa tháp trong Vịnh Business ở Dubai, Các Tiểu vương quốc Ả Rập Thống nhất. Sự phát triển bao gồm Tháp Thương mại Ubora và Tháp dân cư Ubora. Việc xây dựng cụm tháp Ubora được hoàn thành vào năm 2011.
Tháp thương mại Ubora, còn được gọi là Tháp Ubora 1, là tòa nhà 58 tầng. Nó có tổng chiều cao là 263 mét. Tháp dân cư Ubora, hay Tháp Ubora 2, có 20 tầng. Tòa nhà chọc trời thương mại đã đứng đầu năm 2011. Khu phức hợp được thiết kế bởi công ty kiến trúc Aedas, với thiết kế chiếu sáng của AWA Lighting Designers, và hiện đang được quản lý bởi Jones Lang Lasalle.